# Alica (Palaia)
Alica è una frazione del comune italiano di Palaia, nella provincia di Pisa, in Toscana.
Il suo nome sembra da riferire all'aspetto delle antiche coltivazioni di Triticum spelta, quasi a formare un campus alicae. Alica è infatti il termine latino che dovrebbe identificare il farro medio o la spelta, coltivate sin dall'antichità e usate anche dai Romani.

## Geografia fisica
È situata circa 5 km ad ovest di Palaia e risiede sopra una collina di tufo marino alla destra del torrente Roglio. Il borgo ha una posizione limitrofa rispetto alla via Francigena.

## Storia
Le prime fonti su Alica risalgono al 980, in cui veniva menzionata in una carta dell'archivio vescovile di Lucca, quando Guido Vescovo di Lucca cedette la metà dei suoi redditi e tributi del popolo al piviere di San Genesio.
Alica fu anche sotto il possesso della Badia di San Casciano a Carigi, situata presso il torrente Roglio, con Bolla Pontificia di Lucio III nel 1181 e di Clemente III nel 1189.
Nel 1120 sappiamo che vi esisteva un castello fortificato, che fu successivamente monastero dei frati cartusiensi o certosini di Calci.
Nel 1209 fu concessa da Ottone IV in feudo ai vescovi di Lucca, ed a loro confermata da Carlo IV il 15 febbraio 1355.
Nel corso del Trecento vi aveva acquisito molti beni la famiglia pisana dei Gambacorti e Ciampolini
Durante l'insurrezione di Pisa contro Firenze iniziata nel 1494, Alica fu occupata e saccheggiata dall'esercito fiorentino.
Dal 2001 al 2003 il complesso è stato oggetto di restauro conservativo redatto dall'architetto Alfredo Signorini di Pisa in collaborazione dell'architetto Adriano Calza di Bologna, con la direzione della Sovrintendenza ai BAAAS di Pisa nella figura dell'architetto Marta Ciafaloni.